# عين فراح
عين فراح بلدية تابعة دائرة وادي الأبطال بولاية معسكر الجزائرية. تقع بين عوف والمامونية يقطنها حوالي 16000 نسمة